# مطبخ هونغ كونغ

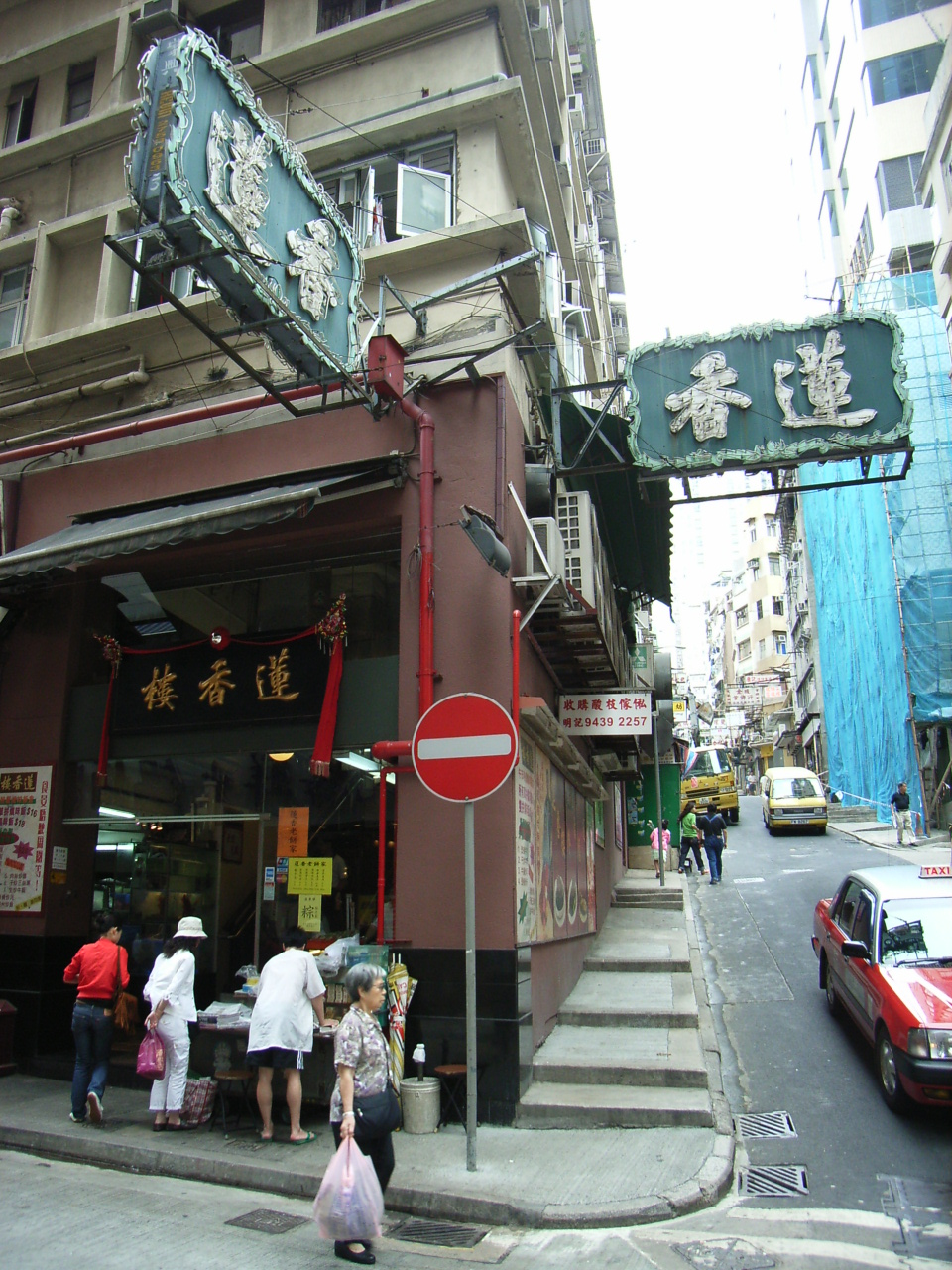
مقهى لين هينغ في هونغ كونغ

مطبخ هونغ كونغ يتأثر بشكل رئيسي بالمطبخ الكانتوني، والمطابخ الأوروبية (خاصة المطبخ البريطاني) والمطابخ الصينية غير الكانتونية (خاصة مطبخ الهاكا، المطبخ التايواني، مطبخ الهوكين والمطبخ الشانغهاياني)، بالإضافة إلى المطبخ الياباني، والمطبخ الكوري والمطابخ الجنوب شرق آسيوية، وذلك بسبب ماضي هونغ كونغ كمستعمرة بريطانية وكونها ميناء تجاري دولي لفترة طويلة. أدت التركيبات المعقدة والخبرة العالمية في الذواقة إلى إطلاق لقب "جنة الذواقة" و"معرض العالم للطعام" على هونغ كونغ.

## الخلفية

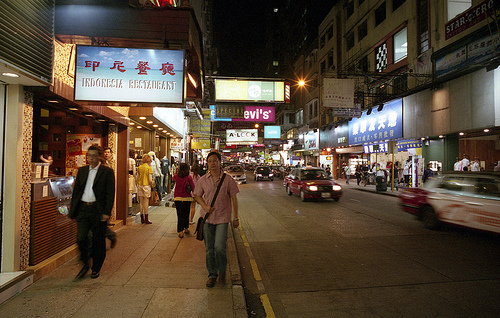
تيم شا تسوي، منطقة طعام رئيسية في هونغ كونغ

تمتلك هونغ كونغ الحديثة اقتصادًا يعتمد بشكل رئيسي على الخدمات، وتعد أعمال المطاعم مساهمًا رئيسيًا في الاقتصاد. مع كثافة سكانية تعتبر الرابعة عالميًا لكل متر مربع وتخدم عدد سكان يبلغ 7 ملايين، تستضيف هونغ كونغ صناعة مطاعم تتميز بمنافسة شديدة. بسبب صغر حجمها الجغرافي، تحتوي هونغ كونغ على عدد كبير من المطاعم لكل وحدة مساحة.
مع كون العرقية الكانتونية تشكل 94% من السكان المقيمين، يتم تقديم المطبخ الكانتوني بشكل طبيعي في المنازل. غالبية الصينيين في هونغ كونغ هم من الكانتونيين بالإضافة إلى أعداد كبيرة من الهاكا، التايوانيين والشانغهايين، وتكون الأطباق المنزلية كانتونية مع وجود بعض الخلطات من الأنواع الثلاثة الأخرى من المطابخ. يعتبر الأرز بشكل رئيسي الغذاء الأساسي في الوجبات المنزلية. يتم شراء المكونات المنزلية من محلات البقالة المحلية والمتاجر المستقلة للمنتجات الطازجة، على الرغم من أن السوبر ماركتات أصبحت أكثر شعبية بشكل تدريجي.
تميل المنازل والمطابخ في هونغ كونغ إلى أن تكون صغيرة بسبب الكثافة السكانية العالية، وغالبًا ما يتطلب المطبخ الصيني التقليدي المكونات الطازجة قدر الإمكان، لذلك يتم التسوق للطعام بشكل متكرر وبكميات أقل مما هو معتاد في الغرب. كما أن الوجبات الجاهزة وتناول الطعام خارج المنزل شائع جدًا، حيث يكون الناس غالبًا مشغولين جدًا للطهي مع متوسط أسبوع عمل يبلغ 47 ساعة.

## التاريخ

### القرن التاسع عشر: الأصول الاستعمارية
تعود أصول مطبخ هونغ كونغ إلى تأسيسها كمستعمرة بريطانية في عام 1841. بعد فترة وجيزة من تأسيس المستعمرة، تدفق العديد من التجار الغربيين مع المهاجرين الصينيين من كانتون المجاورة للقيام بأعمال تجارية. في البداية، كانت مجتمع هونغ كونغ يتألف من المغتربين الغربيين من الطبقة العليا، والعمال الصينيين من الطبقة العاملة، المزارعين والصيادين، والتجار الصينيين من الطبقة الوسطى. كانت المأكولات الفلاحية البسيطة بدائية مقارنة بمطبخ كانتون في القرن التاسع عشر (المعروفة الآن باسم غوانغتشو).
مع تطور المستعمرة، ظهرت الحاجة إلى وجبات طعام لترفيه رجال الأعمال. تأسست بعض المطاعم الصينية في أواخر القرن التاسع عشر وأوائل القرن العشرين كفروع لمطاعم شهيرة في كانتون وقدمت وجبات معقدة تتكون من "ثمانية أطباق رئيسية وثمانية أطباق جانبية" (八大八小) التقليدية الصينية من الولائم مقابل 2 تيل من الفضة، وهو ما كان يعادل في ذلك الوقت راتب موظف شهري. قبل عام 1935 عندما كانت الدعارة لا تزال قانونية في هونغ كونغ، كانت المرافقات النسائية غالبًا ما ترافق رواد المطاعم لتناول الطعام، خاصة تلك الوجبات ذات الطابع الترفيهي للأعمال.[بحاجة لمصدر] حتى الحرب العالمية الثانية، كان الأفيون أيضًا يُقدم. بالنسبة لغالبية الصينيين الذين لم يكونوا جزءًا من طبقة التجار، كان تناول الطعام في المطاعم غير موجود وتألف من أطباق كانتونية بسيطة. كانت اللحوم تظهر فقط في المناسبات الاحتفالية وكانت الاحتفالات مثل أعياد الميلاد تتم غالبًا من خلال خدمات التموين التي تعد الوجبات في منزل المحتفل. ظل مشهد المطاعم للأوروبيين في هونغ كونغ منفصلًا عن تناول الطعام الصيني. كانت هناك مطاعم غربية معقدة في أماكن مثل فندق هونغ كونغ وبعد ذلك فندق غلوستر.[بحاجة لمصدر]

### عشرينيات القرن العشرين: التأثير الكانتوني
تأخرت وجبات الطعام في هونغ كونغ عن كانتون، التي كانت آنذاك رائدة المطبخ الصيني، لفترة طويلة، وقضى العديد من طهاة هونغ كونغ سنوات تكوينهم في كانتون. كانت كانتون مشهورة بطعامها، وكان هناك قول تقليدي مفاده "الطعام في كانتون" (食在廣州). وصل المطبخ الكانتوني في كانتون إلى ذروته خلال عشرينيات القرن العشرين وكان مشهورًا بالعناية في التحضير حتى للأطباق الفلاحية مثل شار سيو أو كونجي بوت. كانت داسانيوان مشهورة بطبق زعانف القرش المطهوة الذي كان يكلف 60 يوانًا فضيًا، أي ما يعادل 6 أشهر من الراتب لعائلة من الطبقة العاملة. في النهاية، انتقل أسلوب الطهي الكانتوني إلى المشهد الطهوي في هونغ كونغ.

### 1949: التأثيرات الشانغهاينية والغربية
أدى انتصار الشيوعيين الصينيين في الحرب الأهلية الصينية عام 1949 إلى موجة من اللاجئين إلى هونغ كونغ. كان عدد كبير من اللاجئين من أجزاء الصين التي لا تتحدث الكانتونية، بما في ذلك دلتا نهر اليانغتسي، مما أدى إلى إدخال المطبخ الشانغهاياني إلى هونغ كونغ. من ناحية أخرى، استقر معظم الطهاة المشهورين من كانتون، المعروفة الآن باسم غوانغتشو في نظام بينيين الروماني، في هونغ كونغ هربًا من الحكم الشيوعي في الصين القارية.
بحلول ذلك الوقت، كانت الدعارة والأفيون قد اختفتا منذ فترة طويلة من مشهد المطاعم، وللنجاة، بدأت العديد من المطاعم في استغلال أسواق جديدة مربحة من خلال تقديم يام تشا وولائم الزفاف، مما تزامن مع زيادة اهتمام الصينيين في هونغ كونغ بالمأكولات الغربية.
أصبحت فطيرة البيض وشاي الحليب على الطريقة الهونغ كونغية جزءًا من ثقافة الطعام في هونغ كونغ. يمكن القول إن بذور مجتمع هونغ كونغ كما يُفهم اليوم لم تُزرع حتى عام 1949، وأن مطبخ هونغ كونغ له جذوره المباشرة في هذه الفترة.

### الستينيات–الثمانينيات: الازدهار
بحلول الستينيات، كانت هونغ كونغ قد تجاوزت أسوأ فترات الكساد الاقتصادي، وكانت هناك فترة طويلة ومستمرة من الهدوء النسبي والانفتاح مقارنة بالحكم الشيوعي في عهد ماو تسي تونغ في الصين وعزل تايوان تحت الأحكام العرفية. بحلول ذلك الوقت، كان المطبخ الكانتوني في هونغ كونغ قد تفوق على ذلك الموجود في غوانغتشو، التي شهدت فترة طويلة من التراجع بعد وصول الشيوعيين إلى السلطة. أدى الازدهار المتزايد من منتصف الستينيات إلى زيادة الطلب على تناول الطعام عالي الجودة. بدأ العديد من الطهاة، الذين قضوا سنوات تكوينهم في غوانغتشو وشانغهاي قبل الشيوعية، في إظهار أفضل الأطباق الفاخرة من غوانغتشو وشانغهاي قبل عام 1949. كانت العائلات قد تخلت إلى حد كبير عن خدمات التموين واعتمدت على المطاعم للوجبات الاحتفالية. بدأت المأكولات البحرية تصبح أطباقًا متخصصة في الستينيات، تليها لحوم الطرائد في السبعينيات.
دفع هذا الموجة من الازدهار أيضًا إلى زيادة وعي الصينيين في هونغ كونغ باتجاهات الطعام الأجنبية، وكان الكثيرون على استعداد لتجربة المكونات الأجنبية مثل الهليون وجراد البحر من أستراليا. بدأت أنماط الطعام الأجنبية مثل الياباني والمأكولات الجنوب شرق آسيوية تؤثر على الطعام المحلي، وتسارعت وتيرة التغيير خلال أواخر السبعينيات وأوائل الثمانينيات. أدى ذلك إلى ولادة المطبخ الكانتوني الجديد ((بالصينية)) الذي دمج أطباقًا أجنبية مثل الساشيمي في الولائم الكانتونية. لأول مرة، بدأ العديد من الصينيين في هونغ كونغ في امتلاك الوسائل الاقتصادية لزيارة العديد من المطاعم الغربية التي كانت في السابق حكرًا على المغتربين الغربيين الأثرياء مثل غادي'ز في فندق البنسينولا. خلال هذه السنوات، كان هناك نمو كبير في الثروة من استثمارات سوق الأوراق المالية، وكانت إحدى مظاهر عقلية الطبقة الجديدة الثرية في سبعينيات هونغ كونغ هي أقوال مثل "خلط حساء زعانف القرش مع الأرز" ((بالصينية)).

### الثمانينيات والتسعينيات: الروابط مع الصين وتايوان
مع انطلاق الإصلاحات الاقتصادية في الصين تحت قيادة دينغ شياو بينغ بعد وفاة ماو تسي تونغ، بدأت الصين في الانفتاح الاقتصادي. أتاح هذا الانفتاح الفرصة للطهاة في هونغ كونغ لإعادة التواصل مع نظرائهم في الصين، وهي الروابط التي انقطعت منذ عام 1949. كما وفر لهم فرصة لاستكشاف التنوع في المطابخ الإقليمية الصينية. وقد أثرت هذه المطابخ بشكل كبير في تطور المأكولات الكانتونية الحديثة في هونغ كونغ.
أدى رفع الأحكام العرفية في تايوان عام 1987 إلى تعزيز الروابط بين تايوان والصين. ومع تزايد عدد السياح ورجال الأعمال التايوانيين الذين استخدموا هونغ كونغ كنقطة عبور إلى الصين، شهدت المدينة انتشار مطاعم متخصصة في المطبخ التايواني. وفي الفترة بين عامي 1978 و1997، كانت هونغ كونغ تعتبر بشكل عام مركزًا عالميًا للمأكولات الصينية، وخاصة الكانتونية. سعت المطاعم الصينية في البر الرئيسي وتايوان والمجتمعات الصينية بالخارج إلى توظيف طهاة مدربين في هونغ كونغ ومحاكاة الأطباق التي ابتُكرت أو تم تحسينها في المدينة.
أصبحت المأكولات الكانتونية بأسلوب هونغ كونغ ((بالصينية)) مرادفًا للمأكولات الصينية المبتكرة خلال هذه الفترة. وكانت هناك شائعات غير رسمية بأن الحكومة الصينية لجأت سرًا إلى رئيس الطهاة في مطعم حديقة بكين في هونغ كونغ، وهو جزء من مجموعة ماكسيم، لإعادة تدريب الطهاة في مطعم Quanjude الشهير في بكين لتحضير بط بكين بجودة عالية. وقيل إن هذا التدخل كان بسبب تراجع المهارات خلال الثورة الثقافية.[بحاجة لمصدر]

### ما بعد عام 1997
بعد عودة هونغ كونغ إلى الصين عام 1997، واجهت المدينة تحديات كبيرة، من بينها الأزمة المالية الآسيوية ووباء سارس، مما أدى إلى ركود اقتصادي طويل الأمد. أثرت هذه التحديات بشكل كبير على المشهد الغذائي في هونغ كونغ، وأدت إلى إغلاق العديد من المطاعم الشهيرة، بما في ذلك Sun Tung Lok.
في الوقت نفسه، أدى ارتفاع الازدهار في المناطق الساحلية بالصين، وخاصة بين الأثرياء الجدد (المعروفين بالعامية بـdaai foon 大款) والمسؤولين الفاسدين (daai ye 大爺)، إلى زيادة الطلب على الأطعمة الفاخرة مثل الأذن البحرية والهامور. وأصبحت هذه الأطباق الاحتفالية باهظة الثمن بشكل لا يطاق حتى بالنسبة للعديد من العائلات المتوسطة الدخل في هونغ كونغ.[بحاجة لمصدر]
في الوقت نفسه، أصبحت أذواق سكان هونغ كونغ أكثر عالمية مقارنة بالأجيال السابقة. وبدأ سكان المدينة يقدّرون أنواعًا محددة من المأكولات الأوروبية بدلًا من التصنيف العام "المأكولات الغربية"، كما ازداد اهتمامهم بالمأكولات الآسيوية الأخرى، خاصة المأكولات اليابانية والمأكولات التايلاندية.[بحاجة لمصدر]
أدت هذه التغيرات إلى انتشار المطاعم المتخصصة في المأكولات العرقية التي تلبي أذواق الشباب من الطبقة المتوسطة، جنبًا إلى جنب مع تعزيز وجود المطاعم الكانتونية الفاخرة.[بحاجة لمصدر]
مع مطلع القرن الحادي والعشرين، ورغم التعافي الجزئي لاقتصاد هونغ كونغ من الركود الذي أعقب وباء سارس عام 2003، يرى العديد من الخبراء أن اقتصاد هونغ كونغ الحالي يميل بشكل كبير نحو تطوير العقارات والخدمات المالية. وقد أدى هذا التوجه إلى تحقيق الازدهار لفئة صغيرة من السكان، بينما أصبحت الآفاق الاقتصادية طويلة الأمد للمدينة غير مؤكدة مقارنة بالمدن الصينية الكبرى الأكثر تنوعًا، مثل شنغهاي وغوانزو. وبالتالي، لم تعد هونغ كونغ تملك القاعدة الاقتصادية التي تدعم مستوى واسعًا من تجارب تناول الطعام الفاخرة، وهو ما يعد ضروريًا للحفاظ على ثقافة طعام نشطة.
توجد نظرة شائعة بأن ثقافة الطعام في هونغ كونغ في الوقت الراهن في تراجع، وتعتمد على أمجاد الماضي. على سبيل المثال، تشير مجلات الطهي مثل Eat and Travel Weekly إلى وجود انخفاض في اختراع أطباق جديدة بشكل جوهري في هونغ كونغ منذ عام 2000 مقارنة بفترة الذروة في الثمانينيات. كما تميل العديد من المطاعم إلى الترويج للأطباق الفاخرة التي تم اختراعها في تلك الحقبة.[بحاجة لمصدر]
شهد سوق العمل الحديث في هونغ كونغ اضطرابًا في الأساليب التقليدية لتدريب الطهاة الصينيين، الذين كانوا يتعلمون من خلال فترات تدريب طويلة ومباشرة بأسلوب "التلميذ والمعلم". ونظرًا لتراجع استعداد الطهاة لتكريس الوقت والجهد اللازمين لتحضير الأطباق التقليدية التي تتجنب الأساليب السريعة وتعتمد على تقنيات دقيقة أكثر من التركيز على القيمة الاقتصادية المادية للمكونات، فإن هذا التوجه قد أثر سلبًا على جودة الطهي. 
من جهة أخرى، يرى عدد قليل من المتفائلين أن هونغ كونغ قد تطور ثقافة طعام شبيهة بالدول المتقدمة، مما يتيح لها الحفاظ على أفضل ما في الطهي التقليدي.
تاريخيًا، كان مصدر الغذاء في هونغ كونغ يعتمد على مجموعة من المتاجر الصغيرة بدلًا من السوبرماركت. تضمنت هذه المتاجر: متاجر الأرز ((بالصينية)) التي كانت بمثابة مخازن صغيرة لتخزين الأرز، ومحلات النبيذ ((بالصينية)) التي قدمت المشروبات، والمتاجر الصغيرة ((بالصينية)، وهو ترجمة كانتونية لكلمة "store")، وكانت معروفة بتقديم الخبز الطازج. كان المكون الأساسي للأسواق هو الأسواق الرطبة ((بالصينية)). ومن أولى هذه الأسواق في هونغ كونغ كانت سوق سنترال، الذي بدأ في أربعينيات القرن التاسع عشر.
لم تظهر فكرة وجود مرفق واحد أو سوبرماركت يوفر جميع مكونات الطعام حتى أوائل السبعينيات عندما قامت سلسلة البقالة المحلية Wellcome بتغيير نمط عملها إلى سوبرماركت. ولم تصبح السوبرماركتات المكيفة معيارًا حتى الثمانينيات. الاتجاهات الغذائية المستوحاة من البيئية الغربية أو الاستدامة في أوائل القرن الحادي والعشرين، مثل الأطعمة الطبيعية، والأطعمة العضوية، والأطعمة غير المعدلة وراثيًا، والأطعمة المحلية، وأسواق المزارعين، لم تحظَ باهتمام غالبية سكان هونغ كونغ. تشترك أسواق المزارعين الغربية في بعض أوجه الشبه مع الأسواق الصينية التقليدية الأسواق الرطبة، إلا أن دعم الأسواق الرطبة يعتمد إلى حد كبير على التفضيلات الثقافية الصينية التقليدية أكثر من كونه متعلقًا بالاستدامة. وتحتوي الأسواق الرطبة على العديد من الممارسات التي تُدان من قبل البيئيين الغربيين بسبب "القسوة على الحيوانات" (مثل بيع الحيوانات الحية للأكل) و"ارتفاع أميال الطعام" (مثل الفواكه والمأكولات البحرية المستوردة من قارة أخرى).[بحاجة لمصدر]

## عادات الأكل

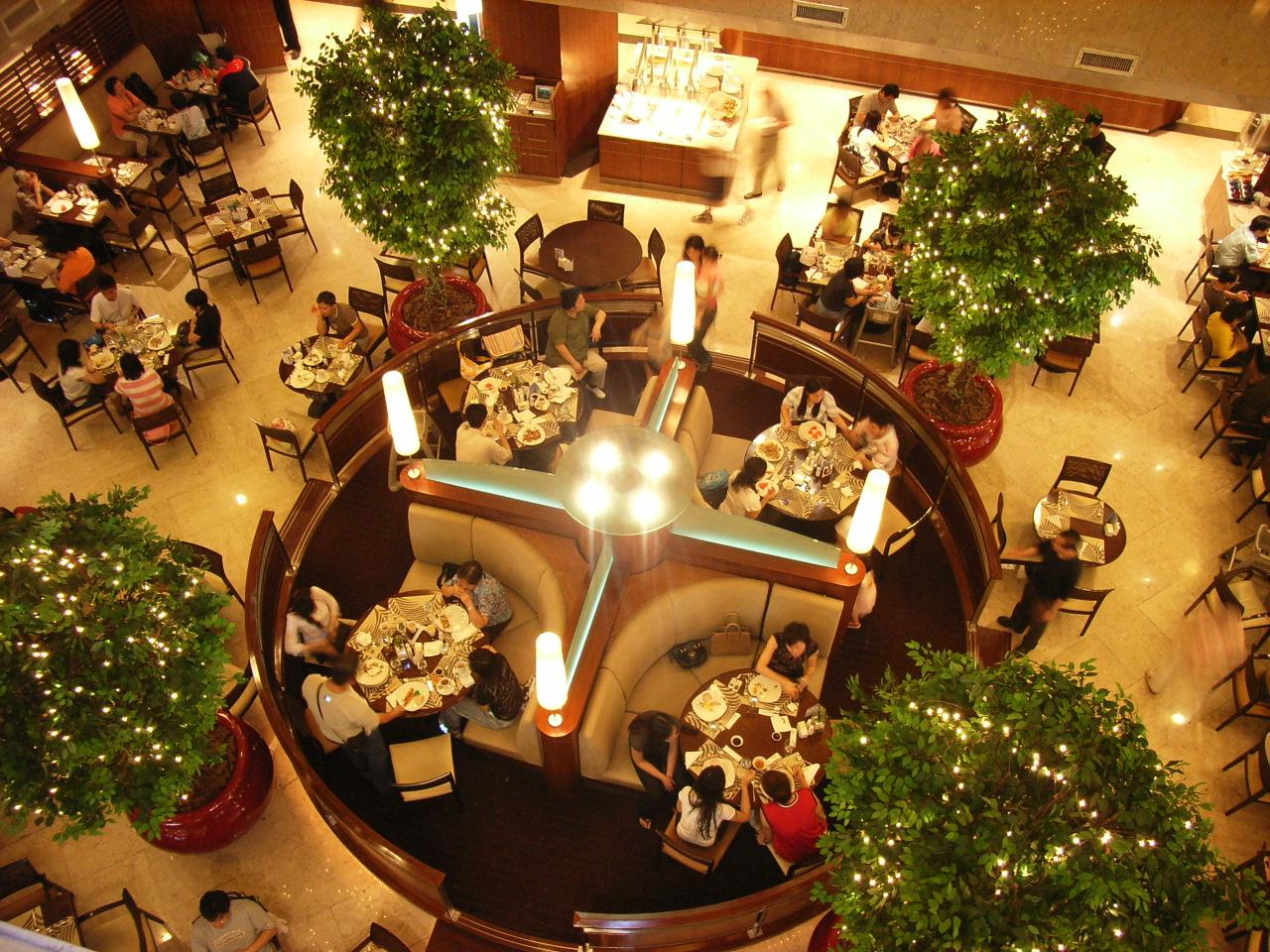
أشخاص يستمتعون بوجبة

عادة ما تكون أحجام الأطباق المقدمة في المطاعم صغيرة مقارنة بالمعايير الدولية، وخاصة عند مقارنتها بالدول الغربية مثل الولايات المتحدة وكندا. ويُرافق الطبق الرئيسي عادةً حصة سخية من الكربوهيدرات مثل الأرز أو النودلز. بشكل عام، يتناول الناس الطعام خمس مرات يوميًا.

## المكونات
على غرار المطبخ الكانتوني في أماكن أخرى، يستخدم الطهي في هونغ كونغ مجموعة واسعة من المكونات، ومن بينها الأكثر شيوعًا:
| - البيض المحفوظ - بيض البط المملح - الكرنب الصيني - فطر شيتاكي | - جاي لان (بروكلي صيني) - الفاصوليا الحمراء - صلصة الهويسين - النقانق الصينية | - الجمبري المجفف - الأسقلوب المجفف - التمر الصيني (الجوچوبا) - بذور اللوتس |

## الأنماط الصينية والآسيوية الأخرى

### الباعة الجائلون

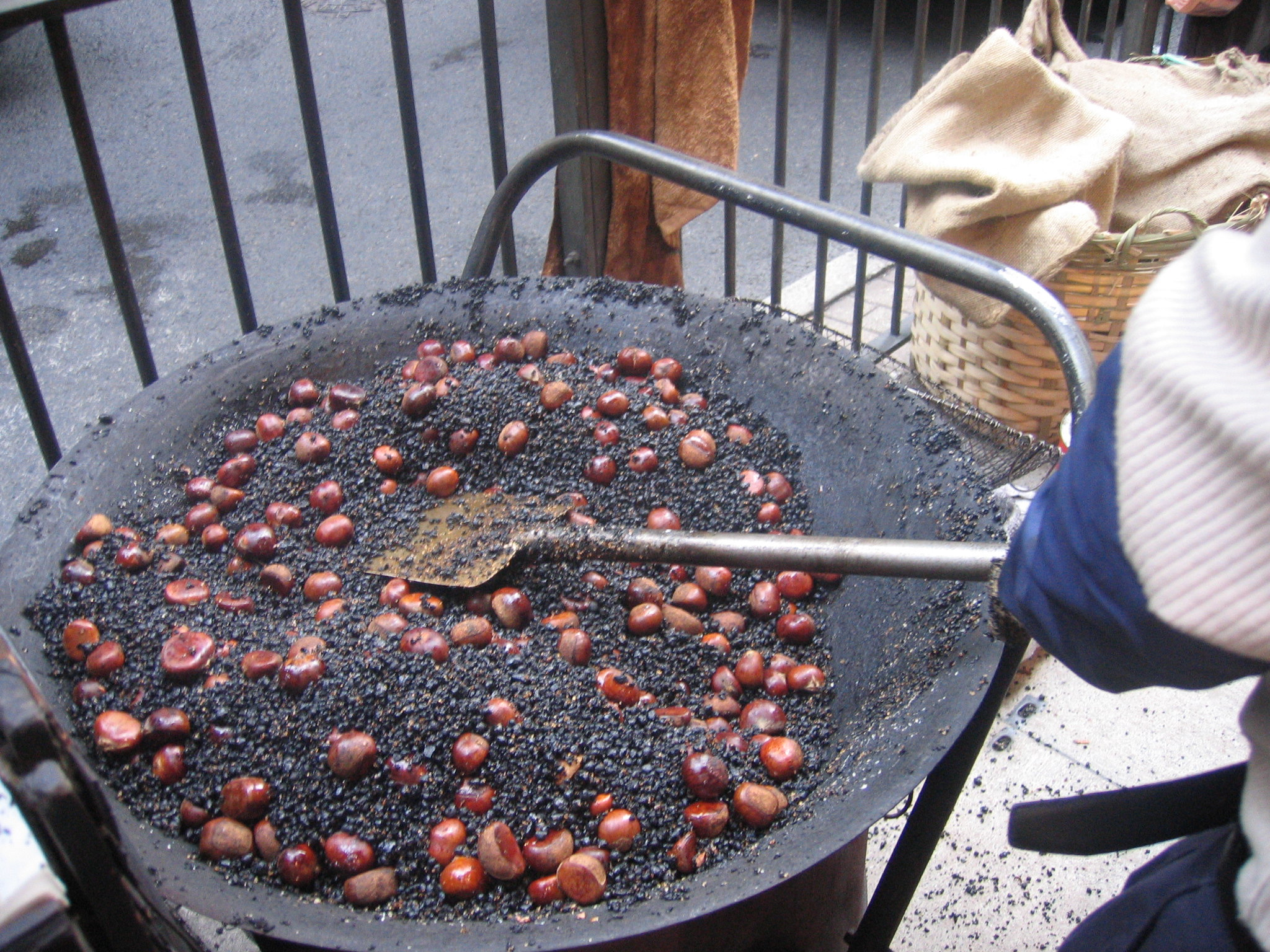
بائع جائل يبيع الكستناء المشوية

الباعة الجائلون هم في الأساس أكشاك طعام متنقلة على جانب الشارع، تُدار عادةً بواسطة شخص أو شخصين يدفعان عربة. تكون العربات غالبًا قابلة للتحرك بسهولة، مما يمنح الباعة حرية بيع الوجبات الخفيفة في المناطق الأكثر ازدحامًا في أي وقت محدد. ورغم أنها كانت شائعة في السبعينيات والثمانينيات، إلا أن القوانين الصحية الصارمة وأشكال أخرى من القيود المرتبطة بـ التأجير مقابل الباعة الجائلين المرخصين قد أثقلت كاهل هذه الثقافة الغذائية المتنقلة. وأصبح مصطلح جواو جوي يرتبط بالبائعين الذين يحاولون تجنب هذه القيود.
أمثلة على الأطعمة المقدمة تشمل:
- كرات السمك
- بوت تشاي كو (كعكة القدر أو (بالصينية))
- وافل البيض
- الكستناء المشوية

### المطبخ الكانتوني

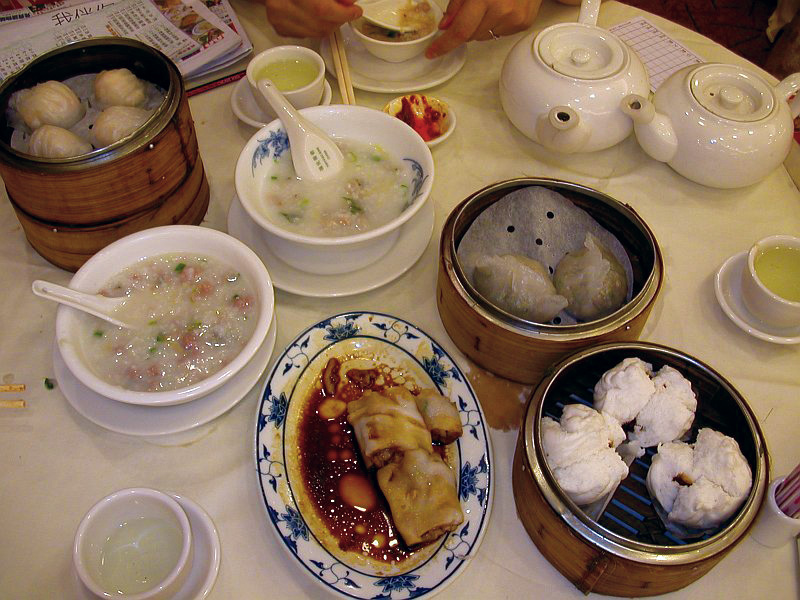
طبق ديم سام

باعتباره المجموعة الثقافية الأكثر انتشارًا في هونغ كونغ، يُشكل المطبخ الكانتوني العمود الفقري للطهي المنزلي ومشاهد تناول الطعام في الخارج. العديد من المطاعم الكانتونية الشهيرة المبكرة، مثل تاي سان يوان وبيت شاي لوك يو، كانت في الأصل فروعًا لمطاعم شهيرة مقرها غوانغتشو، وكان معظم الطهاة في هونغ كونغ حتى السبعينيات قد أمضوا سنواتهم التكوينية في العمل في صناعة المطاعم في غوانغتشو. تم تقديم معظم الأطباق الشهيرة في هونغ كونغ عبر غوانغتشو، وغالبًا ما تم تحسينها مع الأخذ بعين الاعتبار الأذواق الدولية. تتراوح أسعار الأطعمة الكانتونية بشكل كبير، بدءًا من الأعمال الصغيرة التي تقدم لو ميه إلى أشهى الأطباق الفاخرة مثل أذن البحر.
أحد الأطباق المطورة بشكل جيد في المطبخ الكانتوني هو ديم سام. يقوم النُدُل بدفع عربات تحمل أكوامًا من سلال البخار أو أطباق صغيرة من الطعام ليختار منها الزبائن. يشمل الديم سام أطباقًا تعتمد على اللحوم والمأكولات البحرية والخضروات، بالإضافة إلى الحلويات والفواكه. ويُعتبر مصطلح يم تشا (تترجم حرفيا. شرب الشاي) مرادفًا لتناول الديم سام بالنسبة لسكان هونغ كونغ. ومن المعتاد أن تتناول العائلات الديم سام في عطلات نهاية الأسبوع. تقليديًا، يتم طهي معظم الأطعمة على البخار.
أمثلة على الأطباق تشمل:
- نودلز العربة
- سيو ميه
- تشار سيو باو
- شاوماي
- ها جاو
- كرات اللحم بالبخار
- لو ماي جاي
- فون جو
- لفائف جلد التوفو
- لفائف الربيع
- لفائف الأرز بالنودلز
- الدجاج المقلي المقرمش
- عش الطيور بالمأكولات البحرية
- يخنة كعك الخنزير والزنجبيل

### الوعاء الساخن

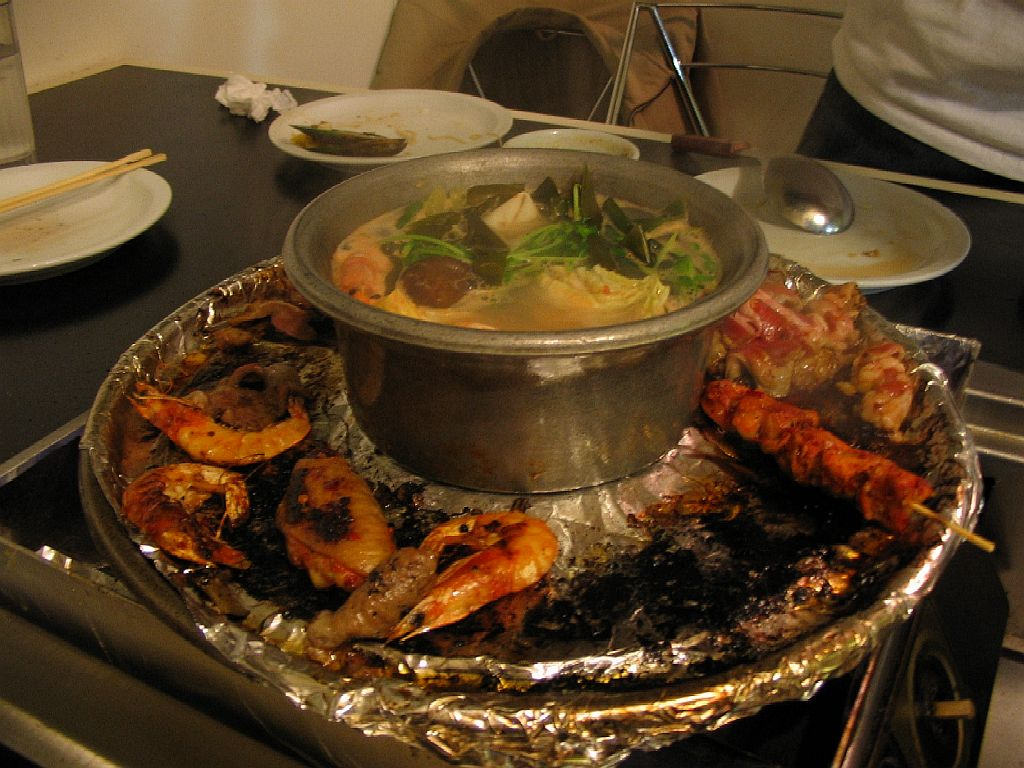
وعاء ساخن

هذا النوع من المطبخ المعروف باسم دا بين لو ((بالصينية)) في الكانتونية يتميز بأنه يجعل من كل شخص طاهياً. يتم وضع وعاء يغلي من الماء (قائم على الحساء، ويمكن للزبائن اختيار طعم الحساء المفضل لديهم) في وسط الطاولة، حيث يقوم الجميع بغلي مكوناتهم الخاصة في هذا الوعاء. هذا الأسلوب شائع للغاية، ويُصاحب غالبًا بزجاجة من البيرة الباردة أو الصودا. يُعتبر هذا الأسلوب شائعًا خاصة خلال فصل الشتاء البارد، حيث يجتمع الناس حول النار. كما يُعد هذا التنسيق ترفيهيًا.
أمثلة على المكونات تشمل:
- مرق الغليان
- اللحم البقري، لحم الخنزير، الدجاج
- السلطعون، الروبيان والمحار
- الملفوف الصيني، الجزر والخس
- كرات السمك وكرات اللحم البقري
- التوفو

### المشروبات على الطراز الهونغ كونغي
المشروبات غير الكحولية ترتبط بشكل خاص بـتشا تشان تينغ، وهو نوع فريد من المطاعم في هونغ كونغ. نظرًا لأن وصفات المشروبات ليست معتمدة على نظام الامتياز التجاري، فإن أغلب المشروبات تختلف حسب المطعم. غالبًا ما يُستخدم سكر الصخور والشراب لإضافة الحلاوة.
بعض المشروبات التي نشأت في ثقافة الشاي التايوانية، مثل شاي الفقاعات والشاي الأخضر بالعسل، أُحضرت إلى هونغ كونغ وأصبحت جزءًا من ثقافة المشروبات فيها.
أمثلة تشمل:
- شاي الحليب على الطراز الهونغ كونغي
- القهوة
- يون يونغ
- ثلج الفاصولياء الحمراء
- حليب الصويا
- عصير قصب السكر
- شاي الليمون
- أوفالتين
- ميلو (مشروب)
- هورليكس
- حليب اللوز

### الشاي الصيني

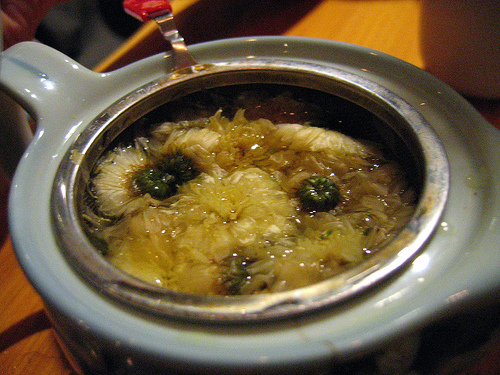
الشاي الصيني

تُستخدم مجموعة واسعة ومتنوعة من أوراق الشاي والخلطات في تحضير الشاي الصيني. في الخمسينيات والستينيات، كان المواطنون يذهبون إلى بيوت الشاي بصحبة طيورهم الأليفة التي كانت محفوظة في أقفاص.[بحاجة لتوضيح] كان شاي الظهيرة استراحة ضرورية في منتصف اليوم. في الوقت الحاضر، يتم تناول الشاي مع أي وجبة.
أمثلة تشمل:
- شاي الأقحوان
- بولاي
- 24 نكهة

## الأنماط الغربية

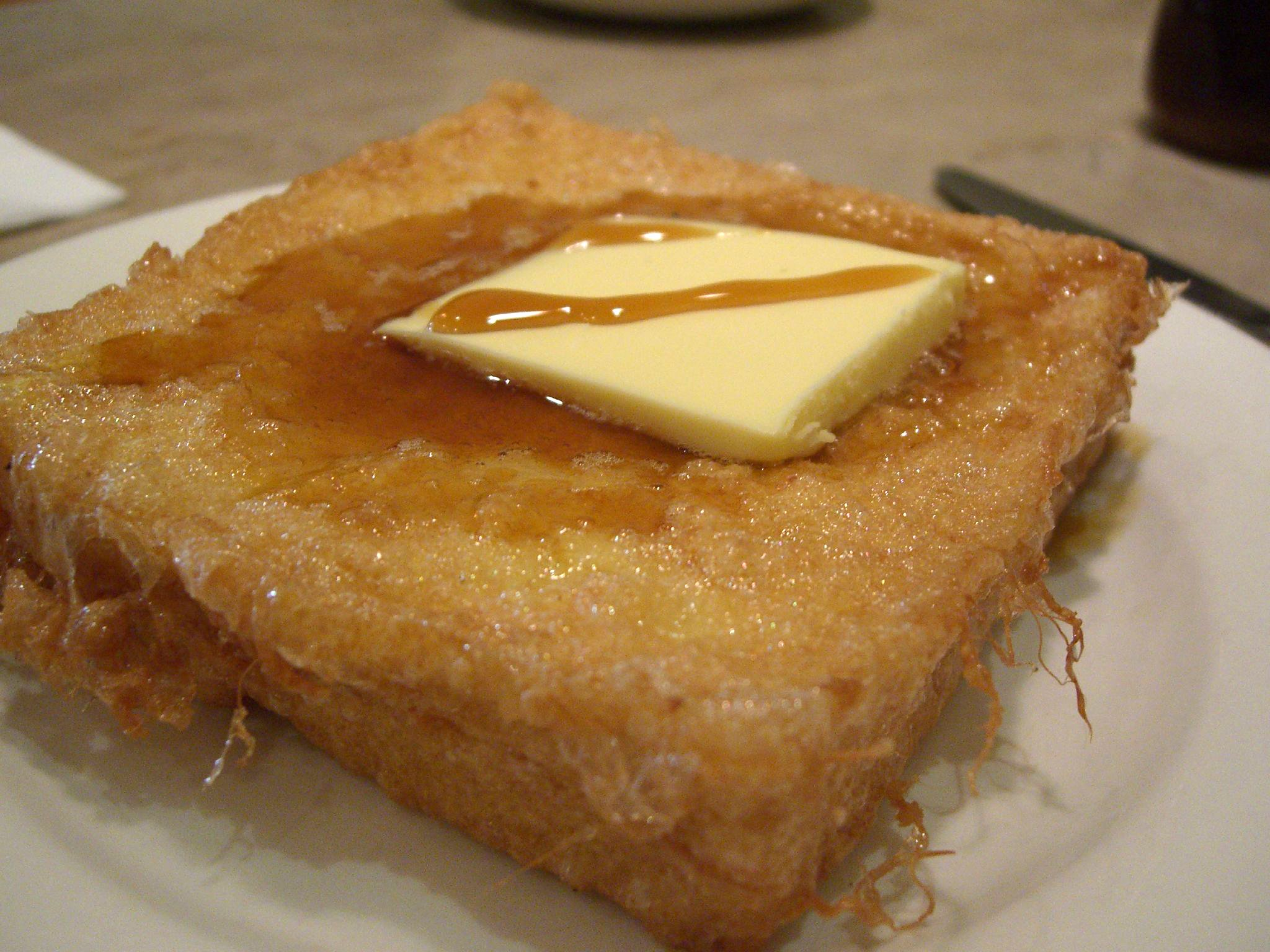
التوست الفرنسي على الطراز الهونغ كونغي

### المأكولات الغربية على الطراز الهونغ كونغي
تشمل هذه الفئة الأطباق المستمدة من مطابخ العالم الغربي ولكنها غير مصنفة ضمن بلد معين. تُعرف في هونغ كونغ باسم ساي تشان ((بالصينية)، "المأكولات الغربية")، وخارج هونغ كونغ باسم المأكولات الغربية على الطراز الهونغ كونغي أو الكانتونية-الغربية. تقدم هذه الأطباق عادةً في مطاعم تشا تشان تينغ ((بالصينية)، مطاعم هونغ كونغ الشعبية)، وفي المطاعم الأكثر فخامة والمعروفة باسم ساي تشان تينغ ((بالصينية)، "المطاعم الغربية"). غالبًا ما تقدم المطاعم التي تستهدف السياح قوائم تضم المأكولات الشرقية والغربية. يتم تعديل معظم الأطباق لتناسب الذوق الصيني، وتتضمن تأثيرات صينية، وخاصة كانتونية، مثل شرائح اللحم المتبلة بصلصة الصويا والمقدمة مع المرق المصنوع من صلصة الصويا، وتُقدم بجانب الأرز المقلي أو المعكرونة.
أمثلة تشمل:
- تارت البيض[24]
- مكرونة في مرق مع نقانق أو شرائح رفيعة من اللحم المقدد، وبيضة مقلية
- أجنحة دجاج مقلية، تُقدم أحيانًا مع البطاطا المقلية والسلطة
- أجنحة الدجاج بصوص السويسري
- النودلز الفورية مع النقانق أو البيض المقلي أو شرائح اللحم المقدد
- التوست الفرنسي، المعروف باسم "ساي دو سي" ((بالصينية)، "التوست الغربي"، اختصارًا من (بالصينية)، تعريب لـ"التوست الفرنسي")
- أرز شرائح اللحم المشوي، يُخبز مع شرائح اللحم المقلي والأرز المقلي، ويُقدم عادةً مع صلصة الطماطم والجبن[25]
- بورش على الطراز الهونغ كونغي (مطبوخ بالطماطم، ولكنه عادةً بدون البنجر أو الكريمة الحامضة)
- شاي الحليب على الطراز الهونغ كونغي، وهو مشروب مصنوع من شاي سيلان، والشاي الأسود، والحليب[26]
- شاي الليمون (الشاي الأسود مع شرائح الليمون الطازج)، يُقدم ساخنًا أو باردًا، وعادةً مع الشراب

## روابط خارجية
- جنة الطعام – مجلس سياحة هونغ كونغ